# Humberto Lepe Lepe
Humberto Lepe Lepe (Mexicali, Baja California, 18 de febrero de 1949-Ciudad de México, 27 de diciembre de 2024) fue un político mexicano miembro del Partido Revolucionario Institucional. Es licenciado en Ciencias Políticas y Administración Pública por la Universidad Autónoma de Baja California. Ocupó el cargo de Diputado Federal por el Estado de Baja California en la LXI Legislatura. Actualmente es Delegado del CEN del PRI en el Estado de Aguascalientes.

## Trayectoria política
En 1968 se afilia al PRI en donde se convierte en líder juvenil. Al dejar la dirigencia del movimiento juvenil del partido, ocupó la Secretaría General del Comité Directivo Estatal de este partido en Baja California y en 1975 la Presidencia del mismo.
Meses después, colaboró en la campaña presidencial de José López Portillo y, al ser elegido presidente, Lepe se desempeñó como Secretario Auxiliar de López Portillo de 1978 a 1982. En 1983, fue nombrado delegado estatal del Instituto de Seguridad y Servicios Sociales de los Trabajadores del Estado (ISSSTE) en su estado natal, cargo que desempeñó por seis años para después convertirse en Presidente del CDE.
En 1990 fue nombrado delegado estatal en Aguascalientes de la Secretaría de Programación y Presupuesto. En este estado también ocupó el cargo de Subsecretario de Educación y Presidente del Instituto Nacional de Administración Pública en su filial estatal. De 1993 a 1994 ocupó diversos cargos dentro de la Secretaría de Gobernación y de 1994 a 1995 se desempeñó como director nacional de Control Migratorio del Instituto Nacional de Migración.
En 1996 regresó a Aguascalientes para ser procurador agrario en el Estado. De 1997 a 2000 fue delegado general del Comité Ejecutivo Nacional del PRI en los Estados de Coahuila y Nuevo León. Durante la LVIII Legislatura (2000-2003) se desempeñó como secretario particular de la coordinadora de la fracción parlamentaria del PRI en la Cámara de Diputados, Beatriz Paredes Rangel.
En el 2004 fue invitado a ocupar la Secretaría General del CEN de la Fundación Colosio, institución de la cual fungió como Presidente Nacional. En 2007, dirige la Coordinación General de Delegaciones del PRI.
Fue delegado del CEN del PRI en el Estado de México de 2011 al 2017, año en el que fue invitado a colaborar en la PROFECO hasta enero de 2019.
Actualmente es delegado del CEN del PRI en Aguascalientes.

## Cargos de Representación Popular
Diputado Federal de la XLI Legislatura
•	Vice Coordinador de Enlace con el CEN y Elecciones.
•	Coordinador de la Diputación de Baja California.
•	Integrante de la Comisión de Gobernación.
•	Integrante de la Comisión de Marina.
•	Integrante de la Comisión de Vigilancia de la Auditoría Superior de la Federación.
•	Integrante de la Comisión Especial Para Impulsar el Desarrollo de la Industria Vitivinícola y Productos de la Vid.

## Actividades Partidistas
2020- a la fecha Delegado General del CEN del PRI en el Aguascalientes.
2011 – 2017	Delegado General del CEN del PRI en el Estado de México.
2007 – 2011	Coordinador General de Delegaciones del CEN del PRI.
2004 – 2007	Secretario General de la Fundación Colosio A. C.
2004 – 2005	Delegado Regional del CEN del PRI en el estado de México.
2003 – 2004	Delegado General del CEN del PRI en el estado de Yucatán.
2000 – 2003	Secretario Regional de la Zona Noroeste del CEN del PRI.
2001 – 2001	Delegado General del CEN del PRI en el estado de Baja California.
2000 – 2000	Delegado General del CEN del PRI en el estado de Nuevo León.
1997 – 2000	Delegado General del CEN del PRI en el estado de Coahuila.
1995 – 1998	Secretario de Evaluación y Planeación de la Confederación Nacional de Organizaciones Populares (CNOP).
1997 – 1997	Delegado de la CNOP en el estado de Chiapas.
1996 – 1996	Delegado de la CNOP
1992 – 1992	Coordinador Político del Comité Directivo Estatal, en el municipio de Pabellón de Arteaga, Aguascalientes.
1991 – 1991	Secretario Técnico del comité de Gestión del CDE de Aguascalientes.
1988 – 1989	Presidente del comité Directivo Estatal de Baja California.
1977 – 1977	Secretario de Acción Electoral del Comité Directivo Estatal de Baja California.
1976 – 1976	Presidente del Comité Directivo Estatal de Baja California.
1975 – 1975	Secretario General del Comité Directivo Estatal de Baja California.
1974 – 1975	Secretario de Organización del Comité Directivo Estatal de Baja California.
1973 – 1974	Coordinador General del Movimiento Nacional de la Juventud Revolucionaria de la Región Noroeste del País.
1973 – 1974	Secretario General del Movimiento Nacional de la Juventud Revolucionaria de Baja California.
1973 – 1973	Delegado Regional de la CNOP Juvenil en la zona sur de Baja California.
1972 – 1972	Coordinador Constituyente del Movimiento Nacional de la Juventud Revolucionaria en Baja California.
1971 – 1972	Subsecretario de Organización del Comité Directivo Estatal de Baja California.

## Administración Pública
2017 – 2019	director general de Delegaciones de Profeco
2009 – 2012	Diputado Federal por Baja California
2004 – 2005	Presidente de la Junta Directiva del Centro Universitario Grupo Sol.
2000 – 2003	Secretario Particular de la Presidencia de la Mesa Directiva de la LVIII Legislatura de la Cámara de Diputados.
1997 – 1997	Subdelegado Político en la Delegación Cuauhtémoc, en el Distrito Federal.
1995 – 1995	Delegado de la Procuraduría Agraria en el estado de Aguascalientes.
1994 – 1995	Director de Control e Inspección Migratoria, en el Instituto nacional de Migración.
1993 – 1993	Director General de Apoyo a Oficiales Mayores de las Entidades Federativas, en la Secretaría de Gobernación.
1993 – 1993	Director de Planeación de Educación en el estado de Aguascalientes.
1991 – 1996	Presidente del Instituto de Administración Pública del estado de Aguascalientes.
1990 – 1993	Delegado Regional de la Secretaría de Programación y Presupuesto en el estado de Aguascalientes.
1990 – 1993	Delegado estatal del Programa “Solidaridad” en Aguascalientes.
1989 – 1989	Jefe de Asesores del C. Gobernador del estado de Baja California.
1983 – 1988	Delegado Estatal en el Instituto de Seguridad y Servicios Sociales para los Trabajadores del Estado.
1978 – 1982	Secretario Auxiliar del C. Presidente de la República, Lic. José López Portillo.